# Berliner Theatertreffen 2020 bis 2029
Sämtliche zum Berliner Theatertreffen eingeladene Inszenierungen von 2020 bis 2029.

## 57. Theatertreffen 2020
Das 57. Berliner Theatertreffen sowie alle Nebenveranstaltungen wurden Mitte März 2020 aufgrund der COVID-19-Pandemie abgesagt.
Ursprünglich vorgesehener Termin: 1. bis 17. Mai 2020
- Deutsches Theater Berlin – Der Menschenfeind von Molière – Regie: Anne Lenk
- Deutsches Schauspielhaus Hamburg – Anatomie eines Suizids – Regie: Katie Mitchell
- Münchner Kammerspiele – The Vacuum Cleaner –  Regie: Toshiki Okada
- Schauspielhaus Zürich – Der Mensch erscheint im Holozän : ein Visual Poem nach Max Frisch[3] –  Regie: Alexander Giesche
- Residenztheater München – Eine göttliche Komödie. Dante < > Pasolini – Regie: Antonio Latella
- Schauspielhaus Bochum – Hamlet – Regie: Johan Simons
- Schauspiel Leipzig – Süßer Vogel Jugend – Regie: Claudia Bauer
- Schauspiel Frankfurt, Künstlerhaus Mousonturm und Rimini Protokoll – Chinchilla Arschloch, waswas Konzept – Konzept, Text und Regie: Helgard Haug
- Münchner Kammerspiele – Die Kränkungen der Menschheit[4] – Regie: Anta Helena Recke
- Tanzquartier Wien etc. – Tanz. Eine sylphidische Träumerei in Stunts – Konzept, Performance und Choreografie: Florentina Holzinger

## 58. Theatertreffen 2021
Vom 13. bis 24. Mai 2021
- Schauspielhaus Zürich – Einfach das Ende der Welt – Regie: Christopher Rüping
- Hebbel am Ufer – Show me a Good Time – Regie: Gob Squad
- Deutsches Theater Berlin – Maria Stuart – Regie: Anne Lenk
- Burgtheater Wien – Automatenbüfett – Regie: Barbara Frey
- Residenztheater – Graf Öderland – Regie: Stefan Bachmann
- Schauspielhaus Zürich – Medea – Regie: Leonie Böhm
- Deutsches Schauspielhaus Hamburg – Reich des Todes – Regie: Karin Beier
- Deutsches Theater Berlin – Der Zauberberg – Regie: Sebastian Hartmann
- Ballhaus Ost – NAME HER. Eine Suche nach den Frauen+ – Regie: Marie Schleef
- HochX Theater – Scores that shaped our friendship – Regie: Lucy Wilke und Paweł Duduś

## 59. Theatertreffen 2022
Vom 6. bis 22. Mai 2022
- Hebbel am Ufer & Rimini Apparat – All right. Good night. Ein Stück über Verschwinden und Verlust  – Regie: Helgard Haug
- Schauspielhaus Bochum – Das neue Leben. Where do we go from here – Regie: Christopher Rüping
- Staatsschauspiel Dresden – Der Tartuffe oder Kapital und Ideologie – Regie: Volker Lösch
- Nationaltheater Mannheim – Die Jungfrau von Orleans – Regie: Ewelina Marciniak
- Deutsches Schauspielhaus Hamburg – Die Ruhe – Regie: SIGNA
- Thalia Theater – Doughnuts – Regie: Toshiki Okada (Andreas Regelsberger)
- Schauspiel Hannover – Ein Mann seiner Klasse – Regie: Lukas Holzhausen
- Volkstheater (Wien) – humanistää! eine abschaffung der sparten – Regie: Claudia Bauer
- Münchner Kammerspiele – Like Lovers Do (Memoiren der Medusa) – Regie: Pınar Karabulut
- Maxim Gorki Theater – Slippery Slope Almost a Musical – Regie: Yael Ronen

## 60. Theatertreffen 2023
Vom 12. bis 29. Mai 2023
- Residenztheater München – Das Vermächtnis (The Inheritance) Teil 1 und Teil 2 – Regie: Philipp Stölzl
- Schauspielhaus Bochum und De Warme Winkel – Der Bus nach Dachau. Ein 21st Century Erinnerungsstück – Regie: Vincent Rietveld, Ward Weemhoff (De Warme Winkel)
- Deutsches Theater Berlin – Der Einzige und sein Eigentum – Regie: Sebastian Hartmann
- Burgtheater Wien – Die Eingeborenen von Maria Blut – Regie: Lucia Bihler
- Theater Basel – Ein Sommernachtstraum – Regie: Antú Romero Nunes
- Anhaltisches Theater Dessau – Hamlet – Regie: Philipp Preuss
- Schauspielhaus Bochum – Kinder der Sonne – Regie: Mateja Koležnik
- Münchner Kammerspiele – Nora – Regie: Felicitas Brucker
- Volksbühne am Rosa-Luxemburg-Platz, Theater Rotterdam, Tanzquartier Wien – Ophelia’s Got Talent – Regie: Florentina Holzinger
- Burgtheater Wien – Zwiegespräch – Regie: Rieke Süßkow

## 61. Theatertreffen 2024
Vom 2. bis 19. Mai 2024
- Schaubühne am Lehniner Platz – Bucket List – Regie: Yael Ronen
- Theaterhaus Jena – Die Hundekot-Attacke – Regie: Walter Bart
- Münchner Kammerspiele – Die Vaterlosen – Regie: Jette Steckel
- DACM / Company Gisèle Vienne – Extra Life – Regie: Gisèle Vienne
- Deutsches Schauspielhaus Hamburg – Laios ANTHROPOLIS II (Roland Schimmelpfennig) – Regie: Karin Beier
- Schauspielhaus Bochum – Macbeth – Regie: Johan Simons
- Salzburger Festspiele – Nathan der Weise – Regie: Ulrich Rasche
- Schauspielhaus Zürich – Riesenhaft in Mittelerde – Regie: Nicolas Stemann, Stephan Stock, Florian Loycke & Der Cora Frost
- Schaubühne am Lehniner Platz – The Silence – Regie: Falk Richter
- Staatstheater Nürnberg – ÜBERGEWICHT, unwichtig: UNFORM – Regie: Rieke Süßkow

## Belege
1. ↑  Theatertreffen ist abgesagt (Memento vom 16. März 2020 im Internet Archive), deutschlandfunkkultur.de, erschienen und abgerufen am 16. März 2020
2. ↑  Einladungen zum Berliner Theatertreffen 2020: „Quote übererfüllt“, nachtkritik.de, erschienen und abgerufen am 28. Januar 2020.
3. ↑  „Im Rutsch mit der Natur“, nachtkritik.de vom 23. Januar 2020, abgerufen am 29. Januar 2020.
4. ↑  Performance: Die Kränkungen der Menschheit (Memento vom 1. September 2019 im Internet Archive), muenchner-kammerspiele.de, abgerufen am 29. Januar 2020.
5. ↑  Berliner Festspiele: Die 10er Auswahl 2021 - Theatertreffen. Abgerufen am 8. Februar 2022.
6. ↑  Berliner Festspiele: Die 10er Auswahl 2022 - Theatertreffen. Abgerufen am 8. Februar 2022.
7. ↑  Berliner Festspiele: Die 10 Inszenierungen 2023 - Theatertreffen. Archiviert vom Original (nicht mehr online verfügbar) am 26. Januar 2023; abgerufen am 27. Januar 2023.  Info: Der Archivlink wurde automatisch eingesetzt und noch nicht geprüft. Bitte prüfe Original- und Archivlink gemäß Anleitung und entferne dann diesen Hinweis.
8. ↑  Die 10 Inszenierungen 2024. In: Berliner Festspiele. Abgerufen am 29. Januar 2024.